# ستاره انرژی تاریک
ستاره انرژی تاریک (انگلیسی: Dark-energy star) یک جرم اخترفیزیکی فشرده فرضی است که اقلیتی از فیزیکدانان بر این باورند ممکن است توضیح جایگزینی برای مشاهدات نامزدهای سیاهچاله‌های نجومی باشد.
این مفهوم توسط فیزیکدان جورج چاپلین پیشنهاد شد. بر پایهٔ این فرضیه: ماده در حال سقوط به انرژی خلاء یا انرژی تاریک تبدیل می‌شود، زیرا ماده در افق رویداد سقوط می‌کند. فضای درون افق رویداد به مقدار زیادی برای ثابت کیهانی ختم می‌شود و فشار منفی برای اعمال در برابر گرانش خواهد داشت. هیچ تکینگی تخریب کننده اطلاعات وجود نخواهد داشت.

## نظریه
در مقاله‌ای در سال ۲۰۰۰، جرج چاپلین جونیور و رابرت بی لافلین، به همراه ایوان هولفلد و دیوید سانتیاگو، فضا-زمان را به عنوان یک [[بوز–] مدل‌سازی کردند. میعانات انیشتین]].این ایده به مقاله‌ای در سال ۲۰۰۰ برمی گردد، با ایوان ههلفلد و دیوید سانتیاگو، که در آن چاپلین و لافلین فضازمان را به صورت چگالش بوز-اینشتین مدلسازی کردند - حالتی از ماده که وقتی یک گاز با چگالی بسیار کم را به بسیار پایین می‌بریم به وجود می‌آید. دما، نزدیک به صفر مطلق